# Roderick Strong
Christopher Lindsey (n. 26 iulie 1983, Eau Claire, Wisconsin, SUA) este un wrestler profesionist american, care este în prezent semnat cu All Elite Wrestling (AEW), unde lupta sub numele de ring Roderick Strong și este membru a factiunii Undisputed Kingdom.

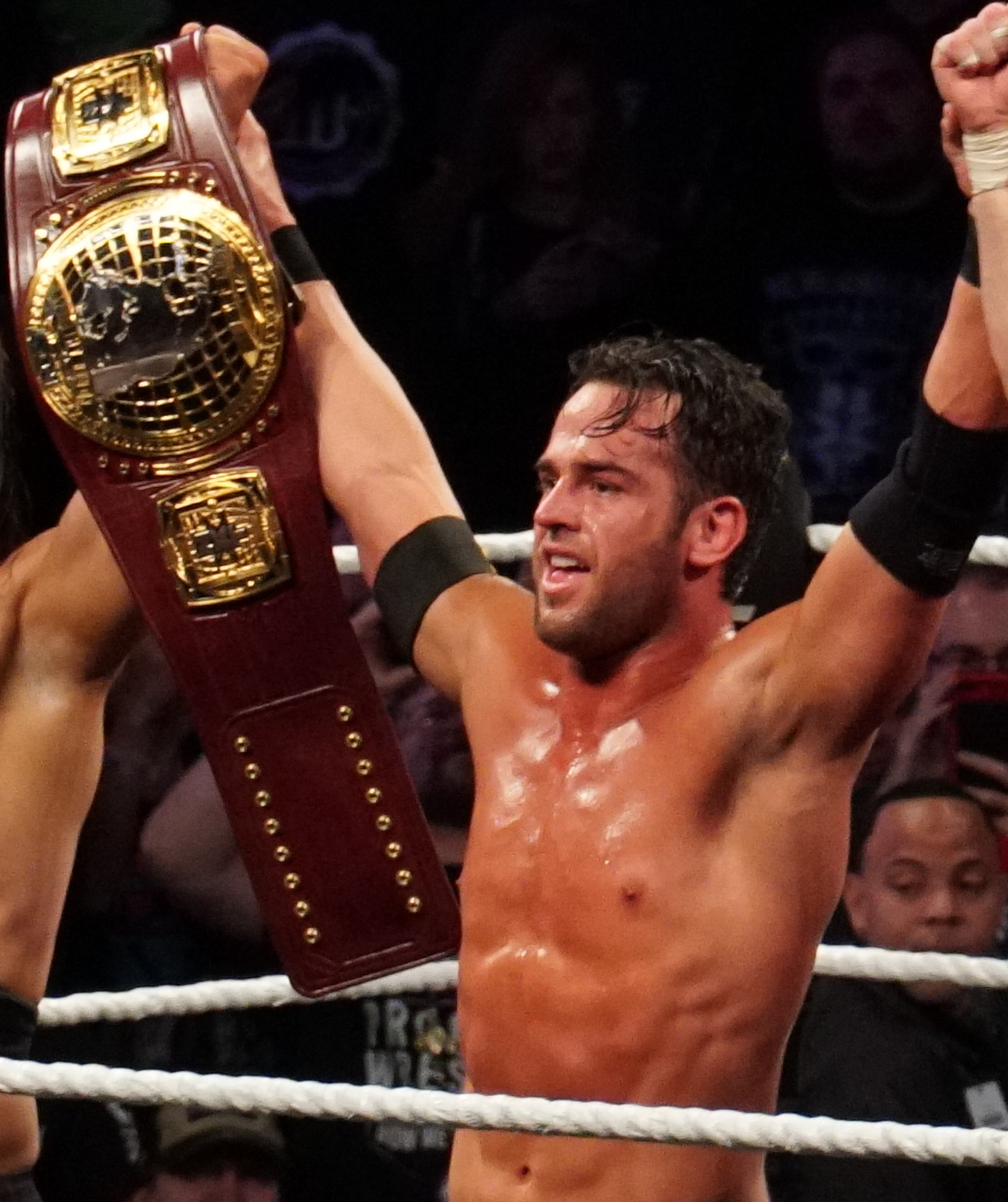
Roderick Strong TakeOver NOLA

El este cel mai bine cunoscut pentru perioada sa în WWE, unde a evoluat pe brandul NXT. El este, de asemenea, cunoscut pentru perioada sa de 13 ani in Ring of Honor (ROH), unde a fost un fost campion mondiala ROH, de două ori campion mondial de televiziune ROH și un singur campion mondiala ROH pe echipe cu Austin Aries, ceea ce l-a făcut al doilea campion ROH Triple Crown (după Eddie Edwards).
În 2000, a debutat pe circuitul independent din Florida. A lucrat pentru IPW Hardcore și NWA Florida, înainte de a debuta pentru ROH în septembrie 2003. La jumătatea anului 2004, Strong și-a unit forțele cu Alex Shelley, Austin Aries și Jack Evans, cunoscuti ca Generation Next. Ca parte a Generation Next, Strong a câștigat ROH World Tag Team Championship cu Austin Aries. Strong s-a întors mai târziu lui Aries, formând o nouă facțiune,  No Remorse Corps, cu Davey Richards și Rocky Romero. În acest timp, a concurat și pentru promoria soră a lui ROH, Full Impact Pro (FIP), și a debutat pentru Pro Wrestling Guerrilla (PWG). Strong a făcut un turneu în Japonia cu Dragon Gate și Pro Wrestling Noah și a avut o scurtă perioadă în Total Nonstop Action Wrestling (TNA) în 2005.
În FIP, a câștigat de trei ori centura mondiala  și de două ori Tag Team Championship, o dată cu Erick Stevens și o dată cu Rich Swann. În PWG, el este o dată campion mondiala și de trei ori campion mondiala pe echipe, deținând titlul cu Davey Richards, Pac și, respectiv, Jack Evans. În plus, el este singurul luptător care a câștigat turneul anual Dynamite Duumvirate Tag Team Title al PWG cu doi parteneri diferiți (Pac în 2007 și Jack Evans în 2008).
După ce a semnat cu WWE în 2016, Strong a debutat în NXT ca un favorit al fanilor înainte de a se transforma într-un heel și de a se alătura Undisputed Era, unde a devenit de două ori campion în echipe NXT (ambele cu Kyle O'Reilly) și o data campion nord-american NXT. În calitate de lider al Diamond Mine, a devenit o dată campion NXT Cruiserweight.

## Copilărie
Lindsey s-a născut în Eau Claire, Wisconsin, dar s-a mutat în Florida la o vârstă fragedă. După o copilărie tulbure, Lindsey a absolvit Riverview High School, unde a jucat fotbal american. A urmat o bursă academică la Universitatea din Florida de Sud. Lindsey s-a specializat în afaceri timp de doi ani înainte de a renunța.

## Cariera de wrestler
În toamna anului 1994, tatăl lui Lindsey, un luptător colegial, a început să se antreneze ca luptător sub conducerea lui Jim Neidhart. După ce Lindsey a participat la mai multe sesiuni de antrenament și l-a cunoscut pe Harry Smith, un luptător din a treia generație, a decis să devină luptător. Lindsey a fost, de asemenea, antrenat de tatăl său, Neidhart și o serie de alți luptători în Tampa, Florida, și a debutat în 2000 ca The Jester pe circuitul independent din Florida pentru RWA.
Strong a luptat pentru primul său meci pentru compania Independent Professional Wrestling, concurând într-un Battle Royal de douăzeci de oameni. El a fost inițial a facut parte dintr-o factiune cunoscuta sub numele de „Risk Factor” cu The Kamikaze Kid și Kid Lethal înainte de a forma o echipă cu  fratele său din kayfabe, Sedrick Strong. Frații Strong i-au învins pe Wrongful Death (Naphtali și Dagon Briggs) pentru centura IPW pe echipe pe 28 iunie 2002, în St. Petersburg, Florida. Ei au deținut titlul până pe 20 septembrie, când au pierdut în fața Naturally Marvelous (Scoot Andrews și Mike Sullivan) într-un meci cușcă de oțel în care Roderick a suferit o comoție cerebrală.
După ce Sedrick i-a costat pe Strong Brothers o serie de meciuri, Roderick s-a transformat într-un heel pe 8 februarie 2003, trădându-l pe Sedrick și aliniându-se cu Alianța Sfidării, o factiune heel dominanta.
După ce IPW s-a închis la sfârșitul anului 2003, Strong a început să lucreze pentru NWA Florida, o promoție care a avut o relație de lucru cu IPW timp de doi ani. Strong l-a învins pe David Babylon pentru centura unificat de cruiseră din Florida pe 19 iulie 2003, la Sankt Petersburg. În timp ce Strong a fost campion, titlul a fost redenumit Florida Unified Junior Heavyweight Championship. El a pierdut titlul în fața lui Jerelle Clark într-un meci cu patru părți pe 13 decembrie 2003, la Sankt Petersburg. Clark a eliberat titlul pe 10 ianuarie 2004, după ce a câștigat centura mondiala NWA la categoria grea pentru juniori, iar Strong l-a învins pe Mikey Batts pentru titlul vacant pe 21 februarie în New Alhambra Sports and Entertainment Center din Philadelphia, Pennsylvania. El a pierdut titlul în fața lui Sedrick Strong pe 29 aprilie 2004, în New Port Richey, Florida.
Pe lângă luptele pentru NWA Florida, Strong a servit ca antrenor principal al școlii de lupte din teritoriu.
Pe 13 ianuarie 2005, Strong a făcut o apariție unică în episodul SmackDown al World Wrestling Entertainment, reprezentând Tampa. În episod, Strong a fost învins de Kurt Angle în „3-Minute Hometown Hero Challenge” a lui Angle.

### Ring of Honor(2003-2016)

#### Generation Next si No Remorse Corps (2003–2008)
Strong s-a alăturat promoției Ring of Honor (ROH) din Pennsylvania în septembrie 2003. Pe 22 mai 2004, la Generation Next, a format o factiune cunoscut sub numele de Generation Next cu Alex Shelley, Austin Aries și Jack Evans. Generation Next a dominat rapid lista ROH, declarându-se viitorul luptei. După ce i-au învins pe alții, i-au învins pe CM Punk, Ace Steel, R. J. Brewer și Jimmy Jacobs (mentorat de Ricky Steamboat) pe 2 octombrie la The Midnight Express Reunion. 
În noiembrie 2004, a format o echipă obișnuită cu Evans, iar pe 26 decembrie el, Evans și Berbecul l-au dat afară pe Shelley din grup când a refuzat să demisioneze din funcția de lider. Strong și Evans au continuat să facă echipă pe tot parcursul anului 2005, dar nu au reușit să câștige ROH Tag Team Championship. Pe 24 septembrie, la 2005, Survival of the Fittest, Strong i-a învins pe Samoa Joe, Jay Lethal, pe coechipierul Generation Next Austin Aries și pe Colt Cabana pentru a câștiga evenimentul titular, câștigând astfel încă o șansă la centura mondiala ROH în viitor.
Pe 1 octombrie la Joe vs. Kobashi, valetul Jade Chung s-a aliniat cu Strong (și cu restul generației următoare) după ce a învins fostul ei client, Jimmy Rave. În noaptea următoare, Strong l-a învins pe James Gibson în meciul de rămas bun al acestuia din urmă pentru Ring of Honor înainte de a se întoarce la World Wrestling Entertainment. În urma meciului, Gibson a ținut un discurs de rămas bun în care l-a numit pe Strong „MVP” al Ring of Honor.
Strong a pierdut în fața campionului mondiala ROH Bryan Danielson pe 29 octombrie la Woodbridge, Connecticut și pe 5 noiembrie la Chicago, meciul a durat peste 45 de minute. Pe 31 martie la Chicago, Strong l-a înfruntat a treia oară pe Bryan Danielson pentru Centura mondiala ROH, cu un timp limită de 60 de minute, dar Roderick a fost scurt, Danielson l-a înfruntat pe Strong la 56 de minute pentru victorie.
La Final Battle 2005, pe 17 decembrie 2005, Strong și Aries i-au învins pe Sal Rinauro și Tony Mamaluke pentru a câștiga ROH World Tag Team Championship. Au deținut titlurile până pe 16 septembrie 2006, când au fost învinși de The Kings of Wrestling (Chris Hero și Claudio Castagnoli). În februarie 2007, Strong sa întors împotriva lui Austin Aries pentru a forma o nouă facțiune cu Davey Richards, numită No Remorse Corpse.
Corpul No Remorse a continuat să se ceară cu noua facțiune a lui Berbec, The Resilience. Rocky Romero s-a alăturat NRC, în timp ce Matt Cross și Erick Stevens s-au alăturat The Resilience. Deși NRC a dominat disputa în cea mai mare parte, sfârșitul feudului a venit cu Strong pierde meciurile în fața Aries, atât la Undeniable, cât și la Reckless Abandon, într-un meci Iron Man de 30 de minute.
Strong a început apoi să se rivalitate cu Stevens pentru titlul FIP. Strong a pierdut titlul în fața lui Stevens la Final Battle 2007, dar l-a câștigat înapoi la FIP Redefined. El a continuat să țină centura în mai multe meciuri cu Stevens și a câștigat o luptă fără onoare împotriva lui Stevens la ROH Respect is Earned II, superplexându-l pe Stevens de pe o scară prin două mese. Cu toate acestea, el a pierdut titlul FIP în fața lui Stevens la FIP Hot Summer Nights 2008 într-un meci Dog Collar pentru a pune capăt conflictului lor. La Respect is Earned II, Davey Richards a apelat la Strong pentru a se alătura Sweet and Sour Inc.

#### Titluri (2008–2013)
Într-un episod din ROH de pe HDNet, Strong a fost ales ca judecător pentru meciul Tyler Black/Austin Aries pentru titlul mondiala ROH din 13 februarie. Strong a acceptat poziția, deoarece Black a promis că, dacă va câștiga titlul, Strong va primi  un meci de centura.
Pe 22 mai 2010, Strong s-a transformat într-un heel și l-a debutat pe Truth Martini ca noul său manager. La următorul pay-per-view, Death Before Dishonor VIII, pe 19 iunie, Strong i-a învins pe Colt Cabana, Steve Corino, Shawn Daivari, Tyson Dux și Eddie Edwards într-un meci gauntlet, pentru a câștiga dreptul la un meci pentru Centura mondiala ROH. Pe 11 septembrie 2010, la Glory By Honor IX, Strong l-a învins pe Tyler Black într-un meci fără descalificare pentru a câștiga pentru prima dată Centura mondiala ROH. Apoi și-a luat un scurt concediu de la ROH pentru a călători în Pro Wrestling Noah împreună cu ROH World Television Champion, Eddie Edwards, pentru a participa la Nippon Television Junior Heavyweight Tag League. Pe 2 martie 2011, ROH a anunțat că Strong a semnat un nou contract cu promoția. La puțin peste două săptămâni mai târziu, pe 19 martie, Strong a pierdut Centura mondiala ROH în fața lui Eddie Edwards la Manhattan Mayhem IV.

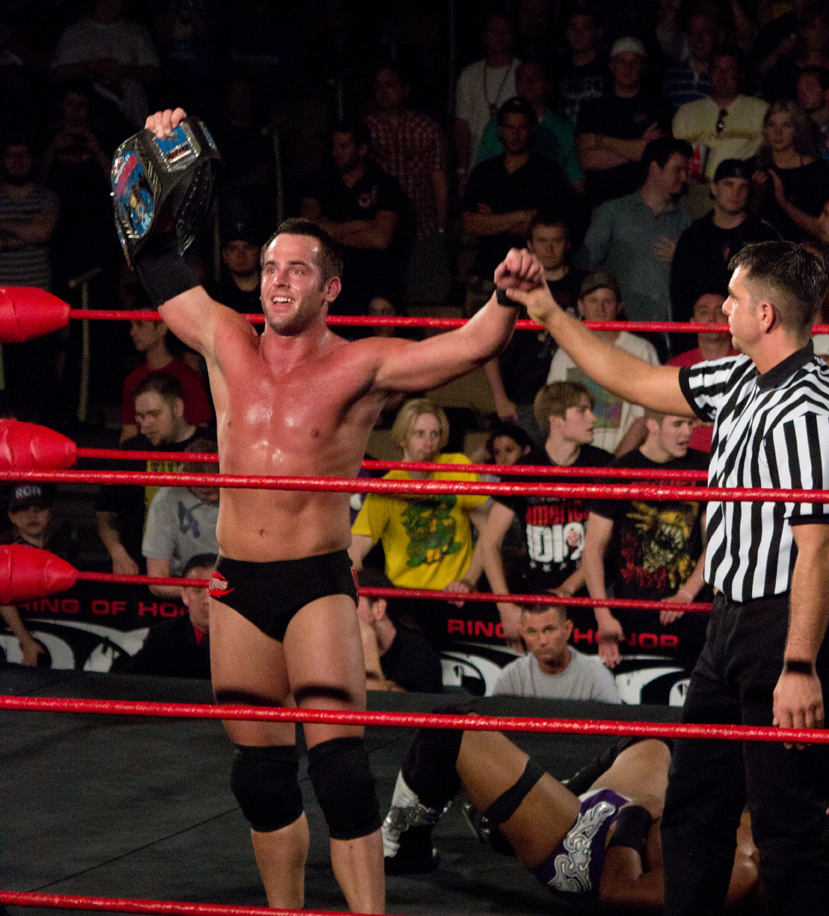
Roderick Strong ROH TV Champion

Pe 1 aprilie, la Honor Takes Center Stage, Strong s-a confruntat din nou cu Richards într-o revanșă de la întâlnirea lor de la Final Battle. De data aceasta, Richards l-a învins pe Strong după ce l-a făcut să se supună unui Ankle Lock. În noaptea următoare, în a doua noapte a iPPV, Strong a pierdut din nou, de data aceasta în fața El Generico. După meci, coechipierul lui Strong din House Of Truth, Michael Elgin, l-a atacat pe Generico până când Colt Cabana l-a salvat. Christopher Daniels a ieșit și el, probabil pentru a-i ajuta pe Cabana și Generico, dar i-a tradat după ce l-a lovit pe Generico cu un Book Of Truth și pe Cabana cu Angel's Wings, alăturându-se astfel House Of Truth. Pe 13 august, la primele înregistrări TV ale Ring Of Honor Wrestling sub Sinclair Broadcasting Group, Strong a primit o altă șansă la titlul mondiala ROH împotriva lui Davey Richards, dar nu a reușit. Pe 31 martie 2012, la Showdown in the Sun, Strong l-a învins pe Jay Lethal pentru a câștiga pentru prima dată centura mondiala de Televiziune ROH, devenind în acest fel a doua persoană care câștigă Triple Crown ROH. Pe 29 iunie, Strong a pierdut titlul în fața lui Adam Cole. După ce l-a învins pe fostul coleg de factiune Michael Elgin pe 16 decembrie la Final Battle 2012: Doomsday, Strong a părăsit House of Truth. Pe 2 martie 2013, la 11th Anniversary Show, Strong și-a încheiat rivalitatea cu Elgin, fiind învins într-un meci two out of three falls.

#### Diferite feud-uri si plecare(2013–2016)
Pe tot parcursul anului 2013, Strong a câștigat numeroase meciuri și la mijlocul lui 2013 a început o rivalitate cu Adam Cole, ambii bărbați schimbând victorii. După ce centura mondiala ROH a fost lasata vacantă, Strong a intrat într-un turneu pentru a determina noul campion, învingându-l pe Matt Taven în primul său meci din turul 3 august. Pe 17 august, Strong a fost eliminat din turneu în turul al doilea de Kevin Steen. 
Pe 5 octombrie, Strong l-a provocat pe câștigătorul turneului și campionul mondial ROH, Adam Cole, într-un meci No Discalification, No Count Out, dar a pierdut. La sfârșitul anului 2013, Strong a fost poreclit numele „Mr. Ring of Honor” pentru perioada sa constantă în ROH. Pe 14 decembrie 2013, la Final Battle 2013, Roderick Strong devine heel alături de B. J. Whitmer și Jimmy Jacobs, atacându-l pe Eddie Edwards. Acest grup este cunoscut sub numele de The Decade. 
Pe 4 ianuarie 2014, Strong a fost învins de A.J. Styles. Strong a fost înlăturat din The Decade după ce s-a certat cu Adam Page, apoi Strong a respins un atac al lui Page și Whitmer pentru a stabili un meci pentru Final Battle și, ca rezultat Strong l-a învins pe Adam Page la Final Battle 2014, iar apoi pe B. J. Whitmer într-un meci la ROH's 13th Anniversary Show pentru a pune capăt rivalitatii lui cu The Decade.
Strong va continua să apară pe cardul de jos în primele luni ale anului 2015, învingându-l pe Christopher Daniels la Supercard of Honor IX. Împreună cu restul wrestlerilor din ROH, Roderick Strong a fost implicat în evenimentele colaborate dintre Ring of Honor și New Japan Pro-Wrestling, War of the Worlds, desfășurate pe 12 și 13 mai; și Global Wars a avut loc pe 15 și 16 mai. La primul eveniment Global Wars, Strong și-a câștigat meciul cu luptătorul NJPW Kushida, dar și-a pierdut meciul la cel de-al doilea eveniment în fața lui Hiroshi Tanahashi, considerat unul dintre primele trei vedete ale Noua Japonie. A apărut la ambele evenimente Global Wars; în prima noapte, a făcut echipă cu Briscoes and War Machine (Hanson și Ray Rowe) pentru a învinge Bullet Club [A. J. Styles (apoi campion IWGP Heavyweight), Doc Gallows, Karl Anderson și Young Bucks]. În a doua noapte, a pierdut în fața lui Shinsuke Nakamura, o altă stele de top din NJPW. După evenimentele ROH/NJPW, Strong a strâns laude de la jurnalistul de wrestling Dave Meltzer, raportând că atât Tanahashi, cât și Nakamura i-au oferit „recenzii încântătoare”.
În urma evenimentelor ROH/NJPW, Strong și-a pus ochii pe centura mondiala ROH. La Cel mai bun din lume, Strong i-a învins pe Michael Elgin și Moose într-un meci cu trei pentru a deveni candidatul numărul unu la centura mondiala ROH. Strong și-a primit meciul pentru titlu la Death Before Dishonor XIII, provocându-l pe Jay Lethal (de asemenea, campionul mondiala al televiziunii ROH), dar nu a reușit, deoarece meciul a trecut la o remiză de 60 de minute. După ce nu a reușit să cucerească titlul, Roderick Strong a început să facă campanie pentru un meci împotriva campionului IWGP Heavyweight Kazuchika Okada, singurul dintre primele trei talente NJPW (alături de Hiroshi Tanahashi și Shinsuke Nakamura) pe care încă nu l-a luptat. Okada a acceptat provocarea, pregătindu-i pe cei doi pentru un meci la Field of Honor, unde Okada a fost învingător.
Strong a primit în cele din urmă o revanșă cu Lethal pentru centura mondiala ROH în episodul din 21 august din ROH Wrestling, dar a fost învins. Strong a continuat sa piardă, pierzând în fața lui A. J. Styles (împreună cu Adam Cole și Michael Elgin). În ciuda acestora, Strong a continuat rivalitatea cu Jay Lethal, unde a fost anunțat ca fiind partenerul lui A. J. Styles și ACH într-un meci de eliminare „Champions vs. All-Stars” la Glory By Honor XIV împotriva lui Lethal și ROH World Tag Team Champions,echipa Kingdom (Matt Taven și Michael Bennett). În preajma meciului, Strong a câștigat un meci pentru centura mondiala de Televiziune ROH al lui Jay Lethal în prima noapte de Glory By Honor XIV pe 23 octombrie. Strong a avut succes în meci, captând titlul TV pentru a doua oară. Fiind un campion, Strong a fost plasat în echipa Champions cu Lethal și Regatul împotriva noii echipe All-Stars (după ce Styles și ACH fuseseră răniți amândoi în noaptea precedentă), transformând meciul pe echipe de șase oameni într-un meci de opt oameni. meci pe echipe. Echipa lui Strong a fost victorioasă, Strong și Lethal fiind singurii doi rămași în meci. După meci, Strong a avut o privire în jos atât cu Styles, cât și cu Lethal.
După ce a fost accidentat în timpul turneului Survival of the Fittest, Strong a lansat o provocare deschisă pentru viitorul eveniment final Battle-per-view, care a fost acceptată de Bobby Fish, care l-a învins într-un meci pe 12 septembrie. Pe 18 decembrie, în prima noapte a evenimentului, Strong și-a păstrat titlul împotriva lui Fish. În timpul meciului Strong s-a supus lui Fish, dar arbitrul nu a văzut, iar meciul a continuat. Strong s-a transformat din nou într-un răufăcător după ce a lovit Fish cu o lovitură bolnavă pentru a câștiga. În noaptea următoare, Strong și-a consolidat turnul răufăcător învingându-l pe absolventul ECW Stevie Richards.
În 2016, Roderick Strong a continuat rivalitatea cu Bobby Fish, unde cei doi erau programați pentru o revanșă pentru centura TV al lui Strong la evenimentul de aniversare a 14-a lui ROH, pe 26 februarie. Cu toate acestea, Strong a pierdut centura mondiala de Televiziune ROH în fața lui Tomohiro Ishii din New Japan Pro-Wrestling. la evenimentul coprodus de ROH/NJPW Honor Rising: Japan 2016 din Sala Korakuen din Tokyo. El a fost apoi prins de Ishii într-un meci cu trei părți la ROH 14th Anniversary, care a implicat și Fish. Strong a fost apoi învins pe 8 mai de Dalton Castle, care a devenit noul candidat numărul unu la titlul TV.
Pe 22 iunie 2016, ROH a anunțat că Strong va părăsi promoția în urma înregistrărilor de televiziune din 25 iunie. 24 iunie la Best in the World '16, Roderick Strong a pierdut în fața lui Mark Briscoe după o pereche de fisherman drivers/brainbusters suplex . A doua zi, 25 iunie, ultima sa zi la ROH, Strong a fost învins din nou de Dalton Castle, care tocmai își pierduse provocarea la titlul TV împotriva lui Bobby Fish la Cel mai bun din lume. Deși a fost înregistrat în iunie, nu a fost difuzat decât pe 15 iulie. În acea zi, el a spus că va fi întotdeauna cunoscut drept „domnul ROH”.

### Full Impact Pro (2004–2015)
Roderick Strong și-a făcut debutul Full Impact Pro (FIP) în 2004 împotriva lui Austin Aries. Pe 10 noiembrie 2006, la Inverness, Florida, Strong l-a învins pe Bryan Danielson într-un meci titlu versus carieră pentru a câștiga centura FIP Heavyweight, centura la categoria grea din promoția Floridian Full Impact Pro. Când și-a apărat titlul împotriva lui Pac la Liverpool pe 3 martie, centura FIP la categoria grea a devenit cunoscut sub numele de centura mondiala FIP la categoria grea. Pe 6 decembrie 2013, Strong și Rich Swann i-au învins pe The Bravado Brothers (Harlem și Lancelot) pentru a câștiga centura FIP Tag Team. A doua zi, la Violence is the Answer, au păstrat titlul împotriva lui Andrew Everett și Caleb Konley. Pe 2 mai 2014, Strong și Swann au pierdut FIP Tag Team Championship în fața The Juicy Product. Pe 20 februarie 2015, Strong a câștigat pentru a treia oară centura mondiala FIP la categoria grea. El a pierdut titlul în fața lui Rich Swann pe 18 aprilie.

### Total Nonstop Action Wrestling (2005–2006)
La prima sa apariție majoră cu Total Nonstop Action Wrestling, Strong a pierdut un „Showcase Match” special în fața lui Austin Aries la Unbreakable pay-per-view din 11 septembrie 2005. Pe 22 septembrie, a fost anunțat că a semnat un contract cu TNA și l-ar lupta cu A.J. Stiluri în meciul de deschidere al episodului în premieră al TNA Impact! la Spike TV pe 1 octombrie. Strong a continuat să piardă meciul următor. La Bound for Glory, Strong a concurat într-un meci Fatal în 4 părți în preshow, care a fost câștigat de Sonjay Dutt. în episodul din 29 octombrie din Impact, Strong și Alex Shelley au pierdut în fața lui A.J. Styles și Sonjay Dutt. La Genesis, Strong a concurat într-un meci de eliminare pe echipe de opt oameni pe care echipa sa a câștigat. La Turning Point, Strong și Alex Shelley au pierdut în fața lui Austin Aries și Matt Bentley. Pe 3 decembrie, Strong a pierdut în fața lui Matt Bentley într-un meci înregistrat pentru Xplosion. în episodul din 31 decembrie din Impact, Strong a pierdut în fața lui Samoa Joe.
În 2006, a format un factiune în TNA cu Austin Aries și Alex Shelley, iar la Final Resolution i-au învins pe Chris Sabin, Matt Bentley și Sonjay Dutt într-un meci de echipe de șase oameni. în episodul din 7 ianuarie din Impact, Strong, Austin Aries și Alex Shelley l-au învins pe A.J. Styles, Christopher Daniels și Chris Sabin într-un meci pe echipe de șase oameni. în episodul din 4 februarie din Impact, Strong și Aries i-au învins pe The Naturals într-un meci al turneului Contenders #1. în episodul din 11 februarie din Impact, Strong și Aries au pierdut în finala turneului în fața Sonjay Dutt și Chris Sabin. La Against All Odds, Strong și Austin Aries au pierdut în fața The Naturals (Andy Douglas și Chase Stevens). în episodul din 18 februarie din Impact, Strong a concurat într-un 3-WAY pentru a se califica pentru echipa SUA pentru Cupa mondialaă a TNA, dar a pierdut meciul. în episodul din 25 februarie din Impact, Strong a pierdut în fața lui A.J. Stiluri.
În februarie 2006, el și Berbecul au fost amândoi suspendați timp de două luni pentru că au sosit cu patru ore întârziere pentru TNA Against All Odds 2006 cu plată. S-a întors la TNA în aprilie 2006, dar a fost eliberat la scurt timp după aceea, ultimul său meci TNA fiind în episodul din 8 aprilie din Impact, unde a pierdut un meci de calificare triple threat la Cupa X Division, câștigata de Alex Shelley.

### Japan (2005–2013)
Strong a făcut mai multe turnee în Japonia, începând din decembrie 2005 cu Dragon Gate. Din 2009 lucrează pentru Pro Wrestling Noah, unde, în iulie 2013, el și Slex au intrat în NTV G+ Cup Junior Heavyweight Tag League pentru centura vacanta GHC Junior Heavyweight Tag Team Championship. Cu toate acestea, echipa a câștigat doar două puncte și nu a reușit să avanseze în turneu.

### Pro Wrestling Guerrilla(2005-2016)

#### World Tag Team Champion (2005–2008)
Strong și-a făcut debutul în Pro Wrestling Guerrilla (PWG) pe 12 februarie 2005, pierzând în fața lui Ricky Reyes. Pe 16 decembrie, Strong și Jack Evans i-au învins pe 2 Skinny Black Guys (El Generico și Human Tornado) pentru a deveni candidații numărul unu la centura mondiala PWG pe echipe. Ei i-au provocat pe campionii Super Dragon și Davey Richards pe 4 martie 2006, într-un efort pierdut. Pe parcursul anului 2006, Strong a câștigat numeroase meciuri de simplu și și-a făcut debutul în turneul Battle of Los Angeles. El l-a învins pe Rocky Romero în deschidere și pe Dragon Kid în sferturile de finală înainte de a pierde în semifinale în fața lui Davey Richards, eventualul câștigător. Pe 17 noiembrie, Strong a făcut echipă cu Richards pentru a învinge Super Dragon și B-Boy pentru centura mondiala PWG pe echipe; cu toate acestea, Super Dragon și B-Boy și-au recâștigat titlurile în ziua următoare.
Strong avea să câștige al doilea centura mondiala pe echipe la turneul inaugural Dynamite Duumvirate Tag Team Title, desfășurat pe parcursul a două nopți în mai 2007. Inițial, Strong era programat să facă echipă cu Evans, dar Evans nu a putut să apară. Strong a făcut echipă cu luptătorul britanic PAC, învingându-i pe Richards și Super Dragon, Muscle Outlaw'z (Naruki Doi și Masato Yoshino) și, respectiv, Briscoe Brothers (Jay și Mark Briscoe), pentru a câștiga turneul și titlurile. Pe 26 iulie, ei au pierdut titlurile în fața lui Kevin Steen și El Generico. O lună mai târziu, Strong a intrat în Bătălia de la Los Angeles din 2007, de data aceasta învingându-i pe Austin Aries, Joey Ryan și Alex Shelley în drum spre finală, unde a fost eliminat de CIMA într-un meci care a implicat și El Generico.
Pe 24 februarie 2008, Strong a participat la un turneu de o noapte pentru a determina un nou campion mondiala PWG. Campionul anterior, Low Ki, se accidentase, forțându-l să plece. Strong trebuia să se confrunte cu Low Ki pentru titlu și, astfel, i s-a dat pauza în runda finală. Finala turneului (numit ¡Dia de los Dangerous!) i-a văzut pe Strong luptă cu Human Tornado și Karl Anderson într-un meci în trei, pe care Strong l-a pierdut. Pe 17 și 18 mai, a intrat în al doilea DDT4 anual cu Evans. Ei au continuat să învingă echipele Scorpio Sky și Ronin și Los Luchas (Phoenix Star și Zokre) în drum spre finală, unde i-au învins pe campionii mondialai pe echipe Kevin Steen și El Generico pentru a deveni campioni și câștigători ai turneelor. Pe 6 iulie la Life during Wardata, The Age of the Fall (Tyler Black și Jimmy Jacobs) a învins echipa lui Generico (incluzandu-l pe Evans) și Strong pentru a câștiga titlurile. Luna următoare, Strong l-a învins pe Tyler Black în acțiune de simplu. A intrat în a treia sa Bătălie de la Los Angeles și a fost eliminat în primul tur de eventualul câștigător Low Ki.
La DDT4 2009 din 22 mai, Strong a făcut echipă cu Bryan Danielson pentru a ajunge în runda finală pentru al treilea an la rând. Ei au învins The Dynasty (Scott Lost și Joey Ryan) și Motor City Machine Guns (Shelley și Chris Sabin) înainte de a pierde în fața campionilor mondialai pe echipe The Young Bucks (Matt și Nick Jackson). Strong a primit cea de-a doua lovitură de titlu la centura mondiala PWG pe 28 august 2009, provocându-l pe Chris Hero, dar nu a reușit să câștige. În acel an, a ajuns din nou în runda finală a Bătăliei de la Los Angeles, pierzând potențiala victorie și centura mondiala vacant în fața lui Kenny Omega.
Pe 30 ianuarie 2010, Strong i-a luptat cu Hero și Rob Van Dam într-un meci în trei la show-ul WrestleReunion 4 al PWG. Pe 10 aprilie, l-a înfruntat pe Richards pentru centura mondiala, dar a pierdut. Pe 9 mai, Strong nu a reușit să ajungă în finala DDT4, pierzând în runda de deschidere. La Seven pe 30 iulie, Strong a fost învins de Danielson într-un meci de simplu. A intrat în Bătălia de la Los Angeles 2010 și l-a învins pe Paul London în runda de deschidere, înainte de a pierde în fața lui Claudio Castagnoli a doua zi. La All Star Weekend 8 – Night Two din 28 mai 2011, Strong și fostul partener Aries au pierdut un meci pentru titlul centuraui mondiala de Echipe împotriva The Young Bucks. Strong a intrat în Bătălia de la Los Angeles din 2011 și a fost eliminat de Eddie Edwards în runda de deschidere. Pe 10 decembrie, Strong l-a învins pe debutantul Amazing Red.

#### The Dojo Bros (2012–2013)
Pe 21 aprilie 2012, Strong a făcut echipă cu debutantul PWG Sami Callihan la DDT4, dar a pierdut din nou înainte de a ajunge în semifinale. El a intrat în a șaptea sa bătălie consecutivă de la Los Angeles în septembrie, învingându-l pe Drake Younger în runda de deschidere și pierzând cu Ricochet în sferturi. La Failure to Communicate pe 27 octombrie, Strong l-a învins pe debutantul Rich Swann. La Mystery Vortex inaugural, care a avut loc pe 1 decembrie, Strong a făcut echipă cu Eddie Edwards și a obținut victorii consecutive pe echipe; duo-ul i-a învins mai întâi pe The Young Bucks în meciul de deschidere, apoi i-a învins pe World Tag Team Champions Super Smash Brothers (Player Uno și Stupefied) într-un meci fără titlu.

#### PWG World Champion si Mount Rushmore (2014–2016)
La cea de-a unsprezecea aniversare a PWG, Strong l-a învins pe Adam Cole pentru a deveni candidatul numărul 1 pentru centura mondiala PWG, care a fost susținut de Kyle O'Reilly. După ce l-a felicitat pe O'Reilly pentru apărarea cu succes a titlului în fața lui Chris Hero, el l-a atacat apoi pe O'Reilly întorcându-se încă o dată. Ulterior și-a justificat rândul susținând că „s-a săturat să fie tipul care are meciuri grozave” și că s-a săturat să fie „portarul PWG”. În august, Strong va intra în Bătălia de la Los Angeles din 2014, învingându-l pe Biff Busick în primul tur și ar ajunge în finală, deși trisand; obținerea unei victorii prin descalificare în fața lui A.J. Styles și a primit un adio de Kyle O'Reilly în semifinale după ce l-a atacat înainte de meci. Meciul final în trei, care a inclus și Johnny Gargano, a fost câștigat de Ricochet. La Untitled II, Strong l-a provocat fără succes pe O'Reilly pentru titlu.
La Black Cole Sun, Strong l-a învins pe O'Reilly într-un meci Guerrilla Warfare pentru a câștiga centura mondiala PWG pentru prima dată după ce l-a indemnat pe O'Reilly într-un meci după ce O'Reilly l-a învins pe câștigătorul BOLA Ricochet într-un meci de aproape treizeci de minute. Strong și-a apărat cu succes titlul împotriva lui Trevor Lee la From Out of Nowhere, Zack Sabre Jr. într-un meci apreciat de critici la Don't Sweat the Technique și Brian Cage și Chris Hero într-un meci cu trei la 2015 DDT. La Mystery Vortex III, Strong și-a apărat cu succes titlul împotriva lui "Speedball" Mike Bailey într-o provocare deschisă și mai târziu i-a ajutat pe Young Bucks să captureze centura mondiala PWG pe echipe și apoi a format o nouă versiune a factiunii Mount Rushmore cu ei și cu Super-ul care se întoarce. Balaur. Pe 11 decembrie, Adam Cole s-a alăturat factiunii.
Pe 5 martie 2016, Strong a pierdut centura mondiala PWG în fața lui Zack Sabre Jr. Mai târziu, el va încasa clauza de revanșă împotriva lui Sabre la Thirteen pe 29 iulie 2016 și a pierdut. El a urmat meciul cu un discurs de adio pentru a-și semnala plecarea de la PWG după unsprezece ani cu compania.

### WWE(2016-2022)

#### Cautarea centurii NXT (2016–2018)
Strong și-a făcut debutul NXT pe 19 octombrie 2016, episodul NXT ca partener al lui Austin Aries la cel de-al doilea turneu Dusty Rhodes Tag Team Classic, învingându-i pe Otis Dozovic și Tucker Knight. Pe 25 octombrie 2016, WWE a anunțat oficial Strong ca parte a celui mai recent grup de recruți care s-au alăturat Centrului de performanță WWE. În episodul din 14 decembrie din NXT, Strong l-a învins pe Elias Samson, făcând acest lucru intrând într-un meci fatal în patru, pentru a determina un nou candidat numărul unu pentru centura NXT, precum și stabilindu-se ca favorit al fanilor. Strong a concurat în mod fatal în episodul NXT din 21 decembrie, dar nu a reușit. Strong l-a învins pe Andrade „Cien” Almas la NXT TakeOver: San Antonio la prima sa apariție la TakeOver. Strong a început apoi o rivalitate cu facțiunea SAnitY după ce a venit în ajutorul lui Tye Dillinger și No Way Jose, care se luptau și ei cu grupul. La NXT TakeOver: Orlando, Strong a făcut echipă cu Dillinger, Ruby Riot și Kassius Ohno (înlocuindu-l pe No Way Jose, care fusese atacat mai devreme în noapte) pentru a înfrunta SAnitY într-un meci de echipă mixt de 8 persoane, într-un efort pierdut. Pe 20 mai, la NXT TakeOver: Chicago, Strong l-a învins pe Eric Young, oferindu-i lui Young prima sa înfrângere în NXT. În episodul din 5 iulie din NXT, Strong l-a provocat pe Bobby Roode pentru centura NXT, dar a pierdut meciul. După ce Drew McIntyre a câștigat centura NXT de la Roode la NXT TakeOver: Brooklyn III, Strong l-a învins pe Roode în episodul NXT din 30 august. Strong l-a provocat fără succes pe McIntyre pentru centura NXT în episodul din 5 octombrie din NXT. Strong a fost învins de Almas în episodul NXT din 25 octombrie în urma intervenției lui Zelina Vega.
Strong a intrat într-o poveste cu The Undisputed Era (Adam Cole, Bobby Fish și Kyle O'Reilly). Timp de săptămâni, trio-ul a încercat să-l recruteze pe Strong pentru a se alătura grupului în încercarea de a-l depăși pe NXT. În timpul unui meci dintre SAnitY și The Authors of Pain din episodul de 1 noiembrie din NXT, The Undisputed Era a intervenit și a făcut ca meciul să se încheie. Strong a intrat în luptă și a scos o banderolă din Epocă Undisputed, aparent alăturându-se grupului. Cu toate acestea, Strong i-a atacat pe cei trei și a curățat ringul alături de The Authors of Pain. Managerul general William Regal a apărut pe rampă și a anunțat un meci WarGames pentru NXT TakeOver: WarGames (cunoscut inițial ca TakeOver: Houston). Strong va face echipă cu The Authors of Pain împotriva The Undisputed Era și SAnitY. La eveniment, Strong (care s-a îmbrăcat într-o ținută similară cu coechipierii săi) și The Authors of Pain nu au reușit să câștige. În episodul din 20 decembrie din NXT, Strong a fost învins de Lars Sullivan într-un meci de calificare pentru meciul fatal în patru părți al unui candidat numărul unu pentru centura NXT.
Pe 30 ianuarie 2018, episodul din 205 Live, directorul general 205 Live Drake Maverick a anunțat Turneul WWE Cruiserweight Championship 2018. Strong a fost anunțat ulterior ca participant la turneu, în care îl va învinge pe Hideo Itami în primul tur și pe Kalisto în sferturile de finală în episoadele 205 Live din 6 și 27 februarie, înainte de a fi învins de Cedric Alexander în semi-finală.

#### The Undisputed Era (2018–2021)
La NXT TakeOver: New Orleans, în timpul meciului cu triple amenințări pentru centura NXT Tag Team și trofeul Dusty Rhodes Tag Team Classic, Strong s-a întors împotriva partenerului său Pete Dunne și s-a alăturat The Undisputed Era, întorcându-se pe heel. În dimineața următoare, la WrestleMania Axxess, Strong a făcut echipă cu O'Reilly pentru a apăra centura NXT Tag Team, făcându-l unul dintre campioni prin Freebird Rule. La Greatest Royal Rumble, Strong a concurat în meciul omonim, intrând pe locul 34 și eliminând-o pe Rhyno înainte de a fi eliminat de Baron Corbin.
La NXT TakeOver: Chicago II, O'Reilly și Strong i-au învins pe Danny Burch și Oney Lorcan pentru a păstra centura NXT Tag Team. În ziua a 2-a a Turneului centuraui WWE Regatul Unit 2018, O'Reilly și Strong au pierdut centura NXT Tag Team împotriva Mustache Mountain (Tyler Bate și Trent Seven). Cu toate acestea, aveau să recâștige centurile în episodul NXT din 11 iulie 2018, după ce Bate a aruncat prosopul peste un Seven rănit. La NXT TakeOver: Brooklyn 4 pe 18 august, O'Reilly și Strong au învins din nou Mustache Mountain pentru a-și păstra titlurile. Toți cei patru membri ai Undisputed Era au concurat într-un meci WarGames la NXT TakeOver: Wargames II pe 17 noiembrie împotriva lui Ricochet, Pete Dunne, War Machine (Rowe și Hanson), într-un efort învins. 
La NXT TakeOver: Phoenix pe 26 ianuarie 2019, Strong și O'Reilly au pierdut centura NXT Tag Team în fața War Raiders, încheindu-și domnia la 219 de zile. La NXT TakeOver: New York, pe 5 aprilie, Strong a intervenit în meciul lui Adam Cole din centura NXT împotriva lui Johnny Gargano. Ulterior, Strong avea să înceapă o ceartă cu Matt Riddle. La NXT TakeOver: XXV pe 1 iunie, Strong a fost învins de Riddle. Pe 10 august, la NXT TakeOver: Toronto, Strong a concurat într-un meci cu triple amenințare împotriva lui Pete Dunne și Velveteen Dream pentru centura NXT North-American , pe care Dream l-a câștigat pentru a-și păstra titlul.
Pe 18 septembrie, în timpul episodului de debut al NXT pe rețeaua SUA, Strong l-a învins pe Velveteen Dream după interferența din partea Undisputed Era pentru a câștiga centuraul NXT Nord-American, oferindu-i primul său titlu individual în WWE și oferind Erei Undisputed toate cele trei centurae masculine. disponibil în NXT. Apoi, alături de Undisputed Era, avea să înceapă o ceartă împotriva lui Tommaso Ciampa, Riddle și Keith Lee, care ar duce la un meci WarGames la NXT TakeOver: WarGames, în care Undisputed Era a pierdut în fața echipei lui Ciampa, Lee, Dominik Dijakovic. și Kevin Owens. În noaptea următoare la Survivor Series, el l-a învins apoi pe campionul intercontinental de la SmackDown, Shinsuke Nakamura, și pe campionul Statelor Unite de la Raw, A.J. Stiluri într-o potrivire cu triple amenințări inter-marcă. În episodul NXT din 25 decembrie, Strong l-ar învinge pe Austin Theory pentru a-și păstra titlul NXT în America de Nord. La NXT Worlds Collide, Strong și restul Erei Undisputed s-ar confrunta cu Imperium, dar ar pierde meciul. În episodul NXT din 22 ianuarie 2020, Strong a pierdut centuraul nord-american în fața lui Keith Lee în evenimentul principal, încheindu-și domnia la 126 de zile.
Strong a început apoi să se ceartă cu Dexter Lumis, care a venit în ajutorul lui Velveteen Dream pentru a-l ajuta în războiul său cu The Undisputed Era. În acel timp, Dexter l-a răpit pe Strong în timpul evenimentului În casa ta pentru a-l împiedica să se amestece în meciul lui Cole cu Dream. Deși a revenit la aliații săi, Strong a fost puternic traumatizat de răpire și, ca urmare, a dezvoltat o frică de moarte față de Dexter. Coechipierii lui au încercat să-și reducă panica și frica bruscă punându-l să meargă la terapie, dar terapeutul său era O'Reilly deghizat, din cauza paranoiei lui Cole că Strong ar putea renunța la ei ca urmare a întâlnirii sale cu Dexter. La The Great American Bash, Strong a pierdut în fața lui Lumis într-un strap match. În septembrie, The Undisputed Era a început o ceartă cu Pat McAfee, Oney Lorcan, Danny Burch și Pete Dunne, transformându-i face în acest proces. Acest lucru a culminat la NXT TakeOver: WarGames (2020) într-un meci WarGames cu câștigarea Undisputed Era.
La NXT TakeOver: Vengeance Day, Cole l-a lovit cu piciorul superioară pe O'Reilly, lăsând viitorul facțiunii în incertitudine. În episodul NXT din 24 februarie 2021, Cole l-a tradat pe Strong, dizolvând astfel The Undisputed Era. După dizolvarea The Undisputed Era, Strong și-a luat o pauză de la NXT.

#### Diamond Mine (2021–2022)
Strong și-a revenit pe 22 iunie din episodul NXT, atacând-o pe Kushida și a format factiunea Diamond Mine împreună cu Tyler Rust (care a fost eliberat la câteva săptămâni și ulterior înlocuit de Creed Brothers și Ivy Nile) și Hachiman, cu Malcolm Bivens ca manager. întorcând încă o dată călcâiul. În episodul din 21 septembrie din NXT 2.0, Strong a învins-o pe Kushida pentru a câștiga centuraul NXT Cruiserweight. La NXT WarGames, Strong l-a învins pe Joe Gacy, păstrându-și centuraul. Pe NXT: New Year's Evil, el a pierdut titlul în fața lui Carmelo Hayes, unificând atât centuraul Americii de Nord, cât și cel la categoria Cruiserweight.
Strong și restul Minei de Diamante aveau să-și întoarcă încet fața la începutul anului 2022, când au intrat într-o ceartă cu Imperium. În septembrie, Strong a suferit o accidentare la gleznă și a fost eliminat de la NXT TV. A fost apoi raportat de Dave Meltzer de la The Wrestling Observer că Strong s-a vindecat de la accidentare și NXT nu avea planuri pentru el. Ultima apariție pe ecran a lui Strong în WWE a fost pe 11 octombrie 2022, în timp ce el l-a motivat pe Julius Creed înaintea meciului său ambulance cu Damon Kemp la Halloween Havoc. În noiembrie, contractul lui Strong cu WWE a expirat și a părăsit în liniște compania.

### All Elite Wrestling (2023–prezent)
Pe 26 aprilie 2023, Strong și-a făcut debutul surpriză în All Elite Wrestling (AEW), apărând pe AEW Dynamite și salvându-l pe Adam Cole de un atac al Jericho Appreciation Society. Săptămâna următoare, Strong, Cole, Orange Cassidy și Bandido au învins JAS. La ediția din 17 mai din Dynamite, Strong l-a învins pe Chris Jericho într-un meci Falls Count Anywhere, cu ajutorul lui Cole. În episodul din 1 iulie din AEW Collision, Strong a concurat la Turneul masculin al Fundației Owen Hart, pierzând în fața lui Samoa Joe în sferturile de finală ale turneului. În august 2023, Strong, care a suferit o accidentare la gât (kayfabe), împreună cu The Kingdom l-au confruntat pe Adam Cole pentru alianța sa cu MJF. În episodul din 6 septembrie din Dynamite, Strong a concurat la Turneul Grand Slam, învingându-l în sferturi pe Trent Beretta, în semifinale pe Darby Allin și a pierdut cu Samoa Joe în turul final pe 13 septembrie, iar după meci Strong a suferit o altă accidentare la gât (kayfabe ).
Pe 30 decembrie 2023, la AEW Worlds End, Strong s-a dezvăluit ca fiind unul dintre The Devil's Masked Men, împreună cu Taven, Bennett și Wardlow l-au atacat MJF, Adam Cole dezvăluindu-se drept Diavolul. În episodul din 3 ianuarie 2024 din Dynamite, Cole a anunțat că factiunea și-a schimbat numele în The Undisputed Kingdom.

## Titluri si premii
- American Wrestling Federation
  - AWF Heavyweight Championship (1 data)
- Championship Wrestling from Florida
  - NWA Florida X Division Championship (3 ori)
- Full Impact Pro
  - FIP Tag Team Championship (2 ori) – with Erick Stevens (1) and Rich Swann (1)
  - FIP World Heavyweight Championship (3 ori)
- Florida Entertainment Wrestling
  - FEW Heavyweight Championship (1 data)
- Independent Professional Wrestling
  - IPW Florida Unified Cruiserweight Championship (1 data)
  - IPW Tag Team Championship (1 data) – with Sedrick Strong
- Independent Wrestling Association East Coast
  - IWA East Coast Heavyweight Championship (1 data)
- Independent Wrestling Association Mid-South
  - Revolution Strong Style Tournament (2008)
- Lethal Wrestling Federation
  - LWF Heavyweight Championship (1 data)
- Premiere Wrestling Xperience
  - PWX Tag Team Championship (1 data) – with Eddie Edwards
- Pro Wrestling Guerrilla
  - PWG World Championship (1 data)
  - PWG World Tag Team Championship (3 ori) – with Davey Richards (1), Pac (1) and Jack Evans (1)
  - Dynamite Duumvirate Tag Team Title Tournament (2007) – with PAC
  - Dynamite Duumvirate Tag Team Title Tournament (2008) – with Jack Evans
- Pro Wrestling Illustrated
  - Ranked No. 13 of the top 500 singles wrestlers in the PWI 500 in 2011 and 2016
- Pro Wrestling Noah
  - Nippon TV Cup Jr. Heavyweight Tag League Outstanding Performance Award (2010) – with Eddie Edwards
- Ring of Honor
  - ROH World Championship (1 data)
  - ROH World Tag Team Championship (1 data) – with Austin Aries
  - ROH World Television Championship (2 ori)
  - Survival of the Fittest (2005)
  - Honor Gauntlet (2010)
  - Toronto Gauntlet (2010)
  - Second Triple Crown Champion
- SoCal Uncensored
  - Match of the Year (2006) with Jack Evans vs. Super Dragon and Davey Richards, March 4, Pro Wrestling Guerrilla
  - Match of the Year (2013) with Eddie Edwards vs. Inner City Machine Guns (Rich Swann and Ricochet) and The Young Bucks (Matt Jackson and Nick Jackson) on August 9
- South Florida Championship Wrestling
  - SFCW Heavyweight Championship (1 data)
  - SFCW Tag Team Championship (1 data) – with Justin Venom
- Wrestling Observer Newsletter
  - Most Improved Wrestler (2005)
- WWE
  - NXT Cruiserweight Championship (1 data)
  - NXT North American Championship (1 data)
  - NXT Tag Team Championship (2 ori) – with Bobby Fish, Adam Cole, and Kyle O'Reilly (1)1 and Kyle O'Reilly (1)
  - NXT Year-End Award (2 ori)
    - Tag Team of the Year (2018, 2020) – with Kyle O'Reilly (2018), and with The Undisputed Era (2020)